# 테르모필레 전투
테르모필레 전투(고대 그리스어: Μάχη τῶν Θερμοπυλῶν, Battle of Thermopylae)는 페르시아가 두 번째로 그리스를 침공할 당시 사흘 넘게 벌어진 전투이다. 이 전투는 테르모필레("뜨거운 문")에서 기원전 480년 8월 또는 9월에 아르테미시온 해전과 동시에 일어났다. 이 전투에서 스파르타가 이끄는 그리스 도시국가 연합군과 크세르크세스 1세의 페르시아 제국이 맞붙었다. 제1차 그리스-페르시아 전쟁에서 아테나이가 마라톤 전투에서 승리하면서 패배한 페르시아는 뒤늦게 앙갚음을 하고자 다시 그리스를 침공하였다.
크세르크세스는 거대한 육해군을 거느리고 그리스 전체를 정복하고자 하였다. 아테나이 장군 테미스토클레스는 그리스 연합군이 테르모필레 고개에서 페르시아 육군의 진입을 막고, 동시에 아르테미시온 해협에서 페르시아 함대를 막자고 제안하였다.
그리하여 병력 7,000여 명의 그리스 연합군은 기원전 480년 여름에 북쪽으로 행군하여 고갯길을 봉쇄하였다. 고대 사료에서는 백만 명으로 짐작하였던 페르시아 군대는 8월 말 또는 9월 초에 고개에 다다랐다. 병력면에서 압도적인 열세였던 그리스 군대는 역사상 유명한 일전에서 후위대가 궤멸되기 전까지 총 이레 동안(그 중 사흘간은 전투)이나 페르시아군을 막았다.
페르시아의 아르타바누스가 이끄는 1만 명의 선발대를 포함해 스파르타 왕 레오니다스 1세가 이끄는 소규모 군대가 페르시아의 거대한 군대가 지나갈 길 한곳을 막으며 이틀 꼬박 전투가 벌어졌다.
이틀째 전투가 지나고 에피알테스라는 지역 주민이 그리스인을 배신하고 그리스 전열 뒤로 이어지는 작은 샛길을 누설하였다. 포위당했음을 알게 된 레오니다스 왕은 그리스 군대의 진열을 해체하고 후방을 지키기 위하여 스파르타인 300명, 테스피아이인 700명, 테바이인 400명 그리고 여타 몇백명을 배치하였는데, 이들 대부분이 전사하였다.
일전이 끝나고 아르테미시온의 연합군은 테르모필레의 비보를 들었다. 당초 그리스의 전략은 테르모필레와 아르테미시온 양쪽에서 적을 막는 것이었으므로, 육지에서 길을 내어준 이상 그리스 함대는 살라미스로 퇴각하기로 하였다.
페르시아인들은 보이오티아로 쇄도하였고, 당시 사람들이 피난을 떠나고 텅 빈 아테나이를 점령하였다. 그러나 페르시아 함대에 결정적인 일격을 노리던 그리스 연합군 함대는 기원전 480년 말 살라미스 해전에서 침략군을 격퇴하였다. 그리스에서 발이 묶일 것을 두려워한 크세르크세스는 군대 대부분을 페르시아로 철수시켰으며, 마르도니오스에게 그리스 정복을 완수하도록 맡겼다. 그러나 이듬해 플라타이아이 전투에서 그리스 연합군은 페르시아인을 무찔렀으며, 이로써 페르시아의 침략은 종식되었다.
고대와 현대 저자 모두 테르모필레 전투를 일컬어 조국 땅을 지키려는 애국적인 자유민 군대의 위력을 보여주는 예로 삼는다. 또 이 전투는 훈련, 장비, 지형의 이점을 살려 전력 증강을 꾀한 사례로 꼽히며, 압도적인 적에 맞서는 용기의 상징이 되었다.

## 문헌
그리스-페르시아 전쟁의 주요 사초는 그리스의 역사학자 헤로도토스이다. ‘역사의 아버지’라 불리는 헤로도토스는 소아시아 할리카르낫소스(당시 페르시아가 점령)에서 기원전 484년에 태어났다. 그는 기원전 440-430년경에 그리스-페르시아 전쟁의 기원을 추적하려고 시도했던 ‘탐구’(Enquiries)(현대 그리스어: Historia, 영어: The Histories)라는 책을 썼다. 전쟁은 기원전 450년에 끝나게 되는데, 가장 비교적 최후까지 역사를 기록한 것이다. 헤로도토스의 접근 방식은 완전히 새로운 것이었으며, 적어도 서구 사회에서 그는 우리가 알고 있는 ‘역사’를 발명한 것처럼 보인다. 영국의 작가인 톰 홀랜드는 다음과 같이 말했다. “최초로 연대기 작성자가 너무나 먼 과거가 아니라 아주 멋지게 분쟁의 기원을 추적하고, 신의 변덕이나 소원, 운명을 드러내는 사람들의 주장을 배제하고, 오히려 그가 개인적으로 검증할 수 있는 설명을 서술했다”고 말했다.
어떤 후대의 고대 역사가들은 그의 발자취를 따르기는 했지만, 투키디데스를 시작으로 헤로도토스를 비판했다. 그럼에도 불구하고, 투키디데스는 헤로두투스가 생략한 그의 역사(세스토스 포위전)부터 시작하는 것을 선택하는 것으로부터 시작했으며, 헤로도토스가 기록한 역사가 다시 쓰거나, 교정할 필요가 없이 정확하다는 것을 실감했다. 플루타르코스는 그의 수필 ‘헤로도토스의 해악에 관하여’라는 그의 수필에서 헤로도토스를 ‘야만애호가’로 묘사하며 친 그리스적 입장을 나타내지 않은 것을 비난했다. 그러나 그것은 역으로 헤로도토스가 공정한 작업을 진행했다는 것을 시사하는 것이다. 헤로도토스에 대한 부정적인 견해가 르네상스 유럽으로 넘어 갔지만, 그의 책은 인기가 있었다.  그러나 19세기 이래로 그의 평판은 그가 언급한 사건을 반복적으로 확인한 고고학적 발견으로 극적으로 복구되었다. 현대의 지배적인 관점은 헤로도토스가 그의 《히스토리아》(Historia)에서 주목할 만한 일을 했다는 것이지만, 구체적인 세부 사항(특히 병력수와 날짜) 중 일부는 회의론적 시각이 여전히 남아있다.  그럼에도 불구하고, 일부 역사가들은 여전히 헤로도토스가 그의 이야기의 대부분을 지어냈다고 믿는다.
시실리 역사학자인 디오도로스 시켈로스 또한 자신의 기원전 1세기 서적인 《비블리오테카 히스토리카》(Bibliotheca Historica)를 통해 그리스-페르시아 전쟁에 대한 설명을 제공했다. 이것은 부분적으로 초기 그리스 역사가 에포로스에서 파생된 것이다. 이 기록은 헤로도토스의 기록과 상당히 일치한다. 그리스–페르시아 전쟁은 플루타르코스, 크니도스의 크테시아스를 포함한 다른 고대 역사학자들에 의해 일부 설명이 되어 있고, 아이스킬로스와 같은 다른 극작가에 의해서도 언급되었다. 뱀기둥과 같은 고고학적 증거도 헤로도토스의 구체적인 주장을 뒷받침한다.

## 배경

페르시아 전쟁 시기의 그리스 세계 전도

그리스 도시 국가인 아테네와 에레트리아는 기원전 499년~494년 다리우스 1세에게 반란을 일으킨 실패한 이오니아 반란을 부추겼다. 페르시아 황제인 다리우스 1세는 여전히 젊었고, 예속된 나라의 백성들에겐 폭정을 행하는 경향이 있었다.
게다가 다리우스는 찬탈자이기도 하여서, 그의 통치에 반란을 일으킨 무리들을 진압하는데 상당한 시간을 보냈다.
이오니아 반란은 제국의 안위를 위협하였고, 다리우스는 그리하여 아테네와 같은 관련 세력을 징벌하기로 결심했다. 특히 아테네가 없었다면 반란은 지속되지 못했을 거라는 것을 확신했다. 다리우스는 또한 제국을 고대 그리스 세계로까지 확장하려는 기회로 여겼다. 기원전 492년 마르도니오스가 이끄는 선발대가 그리스 접근로를 확보해기 위해 출발하여 트라키아를 재점령하고, 마케도니아 왕국을 페르시아 제국의 속국으로 삼았다.
기원전 491년 다리우스 1세는 모든 그리스 도시 국가에 특사를 보내 복종의 증표로서 ‘흙과 물’로 된 선물을 보내라고 요구했다.
전년에 그의 힘을 증명했었기 때문에, 그리스 도시국가의 다수는 지체없이 굴복했다. 그러나 아테네에서는 사자를 참수하여 구덩이에 던져 넣었고, 스파르타에서는 우물에 사자를 집어던졌다. 이것은 스파르타가 페르시아에게 던지는 사실상의 선전포고였다.
그리하여 다리우스는 기원전 490년 다티스와 아르타페르네스가 이끄는 야심찬 별군을 조직하였고, 그 군대는 키클라데스 제도의 다른 지역에서 항복을 받기 전에 낙소스를 급습하였다. 그런 이후 별군은 에레트리아로 이동하였고, 그곳을 포위를 하여 파괴하였다. 마지막으로, 아테네를 기습하기 위해 마라톤 만에 상륙을 하여 이동을 했고, 그곳에서 그들은 수적으로 비교도 되지 않는 소수의 아테네 군을 조우했다. 그리고 시작된 마라톤 전투에서 아테네는 놀랄만한 승리를 거두어 페르시아 군을 아시아에서 철군하게 했다.
그러자 다리우스는 그리스를 완전히 정복할 의도로 대규모의 군대를 모병하기 시작했다. 그러나 기원전 486년], 이집트 속국이 반란을 일으켰으며, 그리스 원정은 무기한 연기되었다. 다리우스는 결국 이집트 원정을 준비하다가 사망했으며, 페르시아 제국의 왕좌는 그의 아들인 크세르크세스 1세에게 넘어갔다. 크세르크세스는 이집트 반란을 진압하고, 신속히 그리스 재침공을 준비하였다. 이 침공은 국가적 규모의 전쟁이었기 때문에 장기적 계획과 물자, 그리고 징병이 필요했다. 크세르크세스는 헬레스폰트를 건너 군대를 유럽으로 보내기로 하고, 아토스산의 지협을 가로지르는 운하(페르시아 함대가 기원전 492년에 격파당했던 머릿부를 둘러싸는)를 파기로 결정을 내렸다. 이러한 두 가지 업적 모두 동시대의 어떤 다른 국가도 이루지 못한 뛰어난 야심찬 공적이었다. 기원전 480년초 준비가 완료되었고, 크세르크세스가 사르디스에서 소집한 군대는 2개의 가교를 통해 헬레스폰트를 건너 유럽으로 행진했다. 헤로도토스에 의하면, 크세르크세스의 군대는 너무나 대규모여서 에케이도로스 강둑에 도착하자마자 강물을 마셔서 다 고갈시켜 버렸다고 한다. 그러한 압도적인 숫자에 굴복하여, 많은 그리스 도시국가들은 흙과 물을 공물로 바치라는 페르시아의 요구에 굴복하였다.
아테네도 기원전 480년대 중반 이후 페르시아 제국과의 전쟁을 준비해 왔으며, 기원전 482년에는 아테네의 정치가 테미스토클레스의 주도 하에 페르시아와의 전투에 대비한 기초를 확보하기 위해 대규모 삼단노선 함대를 구축하기로 결정이 내려졌다. 그러나 아테네는 육지와 바다 모두에서 전투를 치를 인력이 부족했다. 그래서 페르시아를 상대하는 것은 그리스 도시 국가 연합과의 협력이 필요했다. 기원전 481년 크세르크세스는 아테네와 스파르타는 의도적으로 생략하고 그리스 전역에 ‘흙과 물’을 요구하는 사신을 파견하였다. 그리하여 이 두 주도국이 연합을 하게 되었다. 도시 국가 의회는 기원전 481년 늦가을 코린토스에서 회합을 가졌으며, 그리스 도시국가 연합이 결성되었다. 이 연합은 원조를 요청할 특사를 파견하고, 회원 국가에서 방어 지역에 협의 후 군대를 파견할 권한을 가지게 되었다. 이것은 뿔뿔이 흩어져 있었던 그리스 세계에 획기적인 조치였다. 특히 참여한 많은 도시 국가들이 실질적으로는 서로 전쟁 중에 있었기 때문이었다.
의회는 기원전 480년 봄 다시 회합을 가졌다. 테살리아 대표는 테살리아 국경에 있는 좁은 템페 계곡에 집결하면 그곳에서 크세르크세스 군대의 진군을 막을 수 있다고 주장했다. 그리하여 페르시아 군대가 통과할 것으로 예상되는 템페 계곡에 1만명의 호플리테스가 파병되었었다. 그러나 그곳에서 마케도니아 왕국의 알렉산더 1세는 그 계곡은 사란토포로 고개로 우회할 수 있으며, 크세르크세스의 군대는 압도적이라고 경고를 받았기 때문에 그리스 인들은 퇴각을 했다. 그 직후, 그들은 크세르크세스가 헬레스폰투스를 건넜다는 소식을 듣게 되었다.
테미스토클레스는 그리하여 그리스인들에게 두 번째 전략을 제시했다. 그리스 남부로 가는 진격로(보이오티아, 아티카, 그리고 펠로폰네소스)는 테르모필레의 좁은 고개를 통과해야만 했으므로, 이곳에서 숫적으로 압도적인 적군을 그리스 호플리테스로도 쉽게 봉쇄할 수 있을 것이라는 것이었다. 게다가, 테르모필레를 바다로 우회하지 못하게 하기 위해, 아테네와 연합군 해군은 아르테미시움 해협을 봉쇄할 수 있을 것이었다. 의회는 이 두 갈래 전략을 채택했다. 그러나 펠로폰네소스의 도시 국가들은 코린토스 지협을 방어하기 위해 대체 계획을 수립했다. 그런 일이 발생하면 여자와 아이들을 펠로폰네소스의 도시 트리지나로 전부 이주시키는 것이었다.

## 전초전

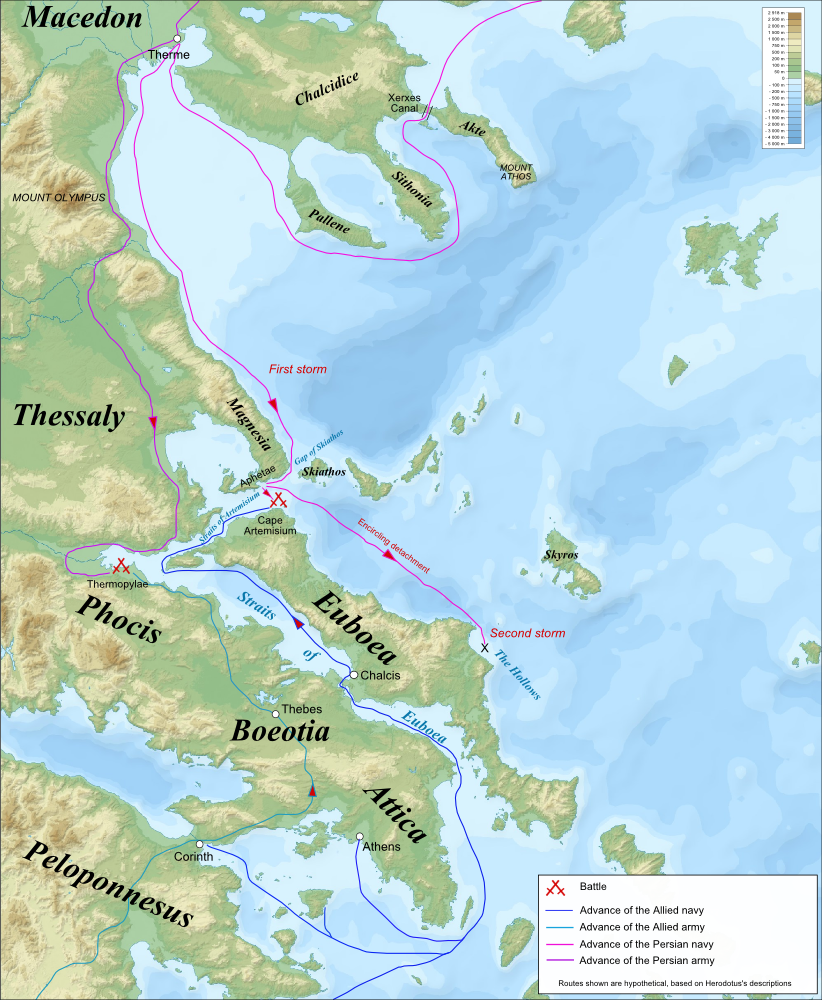
그리스와 페르시아 군의 테르모필레와 아르테미시온 진군을 보여주는 지도

페르시아 군대는 트라키아와 마케도니아를 통해 천천히 진군해 오는 것처럼 보였다. 페르시아군이 임박했다는 소식은 결국 한 그리스인 스파이에 의해 8월에 그리스에 전해졌다. 이 시기에 연합군의 사실상의 우두머리인 스파르타인들은 카르네아 축제를 즐기고 있었다. 카르네아 축제 기간에, 군사적 행위는 법으로 금지되어 있었다. 스파르타인들이 마라톤 전투에 뒤늦게 도착한 이유는 바로 이러한 제약 사항 때문이었다. 이 시기는 또한 올림픽 경기를 치루는 시기이기도 해서, 올림픽 정전 기간이었고, 그리하여 스파르타 전군을 전쟁에 몰아넣는다는 것은 신성을 모독하는 것이기도 했다. 이때 에포로스는 고개를 봉쇄하기 위해 왕중 한 명인 레오니다스 1세가 이끄는 전진 부대를 정당화시킬 만큼 충분히 긴급하다고 결정을 내렸다. 레오니다스는 친위군인 300명의 히페이스를 데리고 갔다. 이 원정은 여정을 따라 가능한 많은 그리스 군을 확보하여 스파르타 주력군의 도착을 기다리기 위한 시도였다.
헤로도토스가 언급한 첫처럼, 테르모필레 전설에는 스파르타인들이 년초에 델포이에서 신탁을 받았다고 전한다. 신탁은 다음과 같은 예언이었다.

라케다이몬 넓은 거리에 살고 있는 사람들아!

카르네아 축제를 성대히 하라! 그렇지 않으면

너희들의 영광스런 마을이 페르세우스의 자식들에게 약탈당하거나

스파르타 전국이 약탈당해야 할 것이며

왕과 헤르클레스의 자손을 잃은 통곡이 사방에 퍼질지니라

헤로도토스는 예언에 따라 레오니다스는 승리할 보장받을 만큼의 충분한 군대가 갖춰지지 못했었기 때문에 죽음을 확신했으며, 그래서 그는 후손이 있는 스파르타인들만 선발했다고 언급하고 있다.
스파르타군은 테르모필레로 가는 도중에 여러 도시에서 보낸 파견군으로 보강되었으며, 그 수는 고개에 도달할 무렵에는 7,000명 이상에 달했다. 레오니다스는 그곳에서 군영을 했고, 포키스인들이 예전에 만들어 둔 방벽이 있었던 테르모필레 고개의 가장 좁은 중문을 방어했다. 테르모필레 고개의 측면을 공격하는데 사용될 수도 있는 산길이 있다는 트라키스에서 온 정보가 레오니다스에게도 접수되었다. 레오니다스는 1천명의 포키스인들을 꼭대기에 주둔시켜 그런 작전에 당하지 않도록 준비했다.
마침내, 8월 중순 테르모필레로 접근하는 페르시아군이 말리 만 너머로 관측되었다. 페르시아 군이 테르모필레에 도달하여 그리스는 전쟁위원회를 소집했다. 일부 펠로폰네소스 지역 대표는 코린토스 지협으로 철군해서, 펠로폰네소스의 통행로를 봉쇄하자는 제의를 했다. 인접 지역에 위치해 있었던 포키스와 로크리스는 분통을 터뜨리며, 테르모필레 방어를 조언하고, 원군 충원을 제안했다. 레오니다스는 소란을 가라앉히고 테르모필레 방어에 동의했다. 플루타르코스에 따르면, 한 병사가 “야만인 놈들의 화살 때문에 해를 볼 수가 없어”라고 불평하자 레오니다스는 “멋있지 않나? 그럼 우린 그놈들과 싸우는 그림자를 가지게 될 걸세”라고 답했다고 한다. 헤로도토스도 비슷한 말을 남겼지만, 디에네케스와 관련된 것이었다.
크세르크세스는 레오니다스와 협상을 위해 사신을 보냈다. 그리스인들은 페르시아 백성의 우방이라는 이름으로 그들에게 자유와 그들이 소유하고 있었던 것보다 더 나은 육지 위에 재정착을 할 수 있는 기회를 제시했다. 레오니다스가 그런 조건들을 거부하자, 사신은 크세르크세스가 “무기를 내려놔라”는 것을 요구하는 친필 서신을 가져갔다. 페르시아에 대한 레오니다스의 유명한 응수는 “와서 가져가게!”(Μολὼν λαβέ, Come and take them)라는 것이었다. 사신이 빈손으로 돌아오자, 전투는 불가피해졌다. 크세르크세스는 그리스인들이 퇴각하도록 4일을 지체하고, 공격을 위해 부대를 보냈다.

## 양군 전력

### 페르시아군
크세르크세스가 제2차 그리스 침공을 위해 소집한 부대 규모는 엄청난 수를 기록한 유명한 고대 문헌과 훨 더 적은 수로 추정하고 있는 현대의 학자들 사이에서 끝없는 논쟁의 주제가 되어 왔다. 헤로도토스는 전체 260만병의 전투병과 그에 필적하는 병참 보급병이 있었다고 주장했다. 거의 동시대의 시인 시모니데스는 400만명을 언급했고, 크세르크세스가 모병한 총병력이 80만명이라고 주장했다.
현대의 학자들은 헤로도토스와 다른 고대 문헌이 제시한 이 수치를 비현실적이고, 오산된, 또는 승자의 입장에서 과장된 것이라고 거부하는 경향이 있다. 현대의 학술적 수치는 일반적으로 12만에서 30만명에 이른다. 이러한 수치는 보통 당 시대의 페르시아인들의 병참 능력, 각 작전 병영의 유지능력, 그리고 그것들에 영향을 미치는 전체 인력 제한 연구에서 온 것이다. 그러나 실제 수치가 어떠했건 크세르크세스가 육지와 해상에서의 압도적인 숫적 우위로, 성공적인 원정을 위해 총력을 기울인 것은 확실하다. 테르모필레에 참전한 부대의 수는 그러므로 전체 침공군의 숫자만큼이나 불명확하다. 예를 들어, 페르시아 전군이 테르모필레까지 행군을 했는 지, 또는 크세르크세스가 마케도니아와 테살리아에 주둔군을 남겼는 지에 대해서는 불명확하다.

### 그리스군
헤로도토스와 디오도로스 시켈로스에 따르면, 그리스 군은 다음과 같은 군대를 보유하고 있었다.
| 군대                      | 수 – 헤로도토스                              | 수– 디오도로스                                    |
| 스파르타인/ 페리오이코이  | 900?                                         | 700 or 1,000                                      |
| 스파르타 호플리테스       | 300                                          | 300                                               |
| 만티네이아인              | 500                                          | 3,000 (레오니다스에게 파견한 기타 펠로폰네소스인) |
| 테게아인                  | 500                                          | 3,000 (레오니다스에게 파견한 기타 펠로폰네소스인) |
| 오르코메노스 (아르카디아) | 120                                          | 3,000 (레오니다스에게 파견한 기타 펠로폰네소스인) |
| 기타 아르카디아인         | 1,000                                        | 3,000 (레오니다스에게 파견한 기타 펠로폰네소스인) |
| 코린토스인                | 400                                          | 3,000 (레오니다스에게 파견한 기타 펠로폰네소스인) |
| 플리오스인                | 200                                          | 3,000 (레오니다스에게 파견한 기타 펠로폰네소스인) |
| 미케네인                  | 80                                           | 3,000 (레오니다스에게 파견한 기타 펠로폰네소스인) |
| 전체 펠로폰네소스인       | 3,100 또는 4,000                             | 4,000 or 4,300                                    |
| 테스피아이인              | 700                                          | –                                                 |
| 말리스인                  | –                                            | 1,000                                             |
| 테베인                    | 400                                          | 400                                               |
| 포키스인                  | 1,000                                        | 1,000                                             |
| 로크리스 (오푼티안)       | "전 병력"                                    | 1,000                                             |
| 총합                      | 5,200 (또는 6,100) 오푼티안 로크리스 인 추가 | 7,400 (또는 7,700)                                |

노트:
- 펠로폰네소스인들의 수

디오도로스는 1천명의 스파르타인과 3천명의 다른 펠로폰네소스인을 합해 4천명이라고 주장했다. 헤로도토스는 시모니데스가 4천명의 펠로폰네소스인들이 있었다고 언급한 한 구절을 인용하며 이 수치에 동의하였다. 그러나 위의 도표에서 정리된 내용에서, 헤로도토스는 전투가 시작되기 전 3,100명의 펠로폰네소스인들이 테르모필레에 있었다고 계산했다. 헤로도토스는 또한 크세르크세스가 사망자들을 공개했으며, 헤일로타이도 볼 수 있도록 했다고 밝혔지만, 수가 얼마인지, 또는 그들이 시종한 인원이 얼마나 되었는 지는 밝히지 않고 있다. 그리하여, 그가 제시한 두 가지 수치 차이는 900명의 헤일로타이(스파르타인 1명당 3명)가 그 전투에 참전해 있었다는 것을 추정해 봄으로써 일치시킬 수 있다. 만약 헤일로타이가 그 전투에 참전했다면, 스파르타 인들 각각에게 무장한 종복으로서의 전통적인 역할을 했다는데는 의심할 여지가 없는 것이다. 양자택일해서, 헤로도토스의 빠진 900명 병사는 페리오코이였을 것이며, 그러므로 디오도로스의 1,000명의 스파르타인들이라는 수치가 일치된다.
- 스파르타인들의 수

그 논란을 더욱 부채질 하는 것은 1,000명의 스파르타인들에 300명의 스파르타인들이 계산되었는지에 대한 디오도로스의 모호성이다. 그는 한 부분에서는 “레오니다스가 임명되었을 때, 그는 딱 1천의 병사들만이 그 작전에 따라올 수 있을 것이라고 선언했다”고 말하고 있다. 그러나 다음에는 “1천명의 스파르타인이 3백명의 스파르타 전사들과 있었다”고 언급했다. 따라서 명확하게 알기 어렵다.

## 전략전술적 고려

전투흐름도

전략적 측면에서 보면, 테르모필레를 방어함으로써, 그리스인들은 군대를 가장 잘 이용하고 있었던 것이다. 그리스로 들어오는 더 이상의 페르시아군의 진격을 막기만 한다면, 결정적 전투를 치를 필요가 없었던 것이고, 그리하여 수세만 취하였다. 게다가, 두 진격로(테르모필레와 아르테미시움)만 방어한다면, 그리스의 숫적 열세 요인이 덜해진다. 역으로, 거대 규모의 페르시아 군은 보급 문제로 같은 장소에 그다지 오래 머물지 못함을 의미했다. 따라서 페르시아군은 퇴각하거나 또는 진격해야 했고, 진격은 반드시 테르모필레 고개를 통과해야 했다.

전술적으로도 테르모필레에 있는 고개는 그리스인들의 교전 양식에 적합한 곳이었다. 호플리테스 팔랑크스는 기병의 측면 공격을 허용당하는 위험없이도 좁은 고개를 쉽게 봉쇄할 수 있었다. 게다가 그 고개에서 팔랑크스는 더 많은 페르시아군 경장보병이 급습하기 어려웠을 것이다. 그리스 군에게 주요 약점은 테르모필레로 이어지는 고원지대의 산악로였으며, 그길을 허용하면 측면 공격을 받을 수도 있는 통로였다. 기병들에게는 적합하지 않겠지만, 페르시아군 보병에게 이 길은 통과하기 쉬운 길이었다.(페르시아군 중 일부는 산악 전투에 능숙한 병력도 있었다.) 레오니다스도 트라키스 출신의 현지인들을 통해 이 길을 알게 되었으며, 이 길을 방어하기 위해 포키스 군대를 배치하여 두었다.

### 전장의 지형

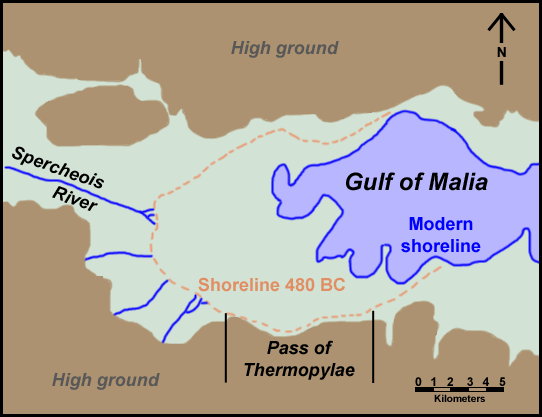
테르모필레 지역의 지도, 현재와 기원전 480년의 해안선

당시에 테르모필레 고개는 말리 만 해안을 따라 이어진 길로 구성되어 있었기 때문에 너무 좁아서 한번에 전차 1대만 통과할 수 있었다고 종종 주장한다. 사실 아래에 언급된 것처럼, 그 고개는 너비가 100m였고, 그리스인들이 페르시아 대군을 묶어둘 수 있었던 것 폭 보다 더 넓었을 것이다. 헤로도토스는 포키스 인들이 늪지를 만들기 위해 온천으로부터 시내가 흐르는 수로를 파서 그 고개의 방어를 향상시켰다고 전하고 있으며, 전차 한 대가 지나갈 정도의 길은 바로 이 늪지를 가로지르는 둑이었을 것이다. 글 후반부의 고개를 강행 돌파하려고 시도하는 갈리아 인들을 묘사하는 부분에서, 헤로도토스는 늪지에 빠진 갈리아인들이 어떻게 사려지고, 익사했는 지를 설명하고 있다.
또 다른 주장으로는 길 남쪽편으로 그 고개를 굽어보는 절벽이 서 있었다는 것이다. 그러나 절벽이 보이는 어떤 사진도 존재하지 않으며, 가시덩굴과 나무로 뒤덮힌 가파른 경사지만 존재한다. 비록 그러한 지형의 장애물이 병력 개개인과 보급 마차가 통과하지 못할 정도는 아니었을 것이다.
길 북쪽으로는 육지 쪽으로 부드럽게 경사진 말리 만이 있었다. 갈리아 인들이 고개를 강행돌파하려 시도했을 때, 물이 얕아 그리스 함대는 해상수송용 투척 무기로 갈리아인들을 공격하기 위해 전투 지역에 접근하는데 어려움을 겪었다.
그 길을 따라 3개의 방어지형 또는 문이 연속으로 이었고, 그 중앙 문에는 포키스 인들이 지난 세기에 테살리아의 침공을 방어하기 위해 세운 짧은 방벽이 있었다. ‘뜨거운 문’이라는 이름은 그곳에 자리잡은 온천에서 온 것이다.
전장의 지형은 크세르크세스와 그가 있는 군대에게 익숙한 것이었다. 산악이 많은 나라에서 왔지만, 페르시아인들은 침공한 나라의 자연을 대비하지 못했다. 울퉁불한 이 지역의 굴곡은 그해의 네 달동안의 폭우와 땅을 갈라버린 찌는 듯한 폭염과 결합하여 만들어진 것이었다. 식물은 드물었고, 낮은 가시덤불로 구성되어 있었다. 그 고개로 이어지는 언덕은 3m 정도 높이에 달하는 일부 초목과 짙은 관목으로 덮여있었다. 한쪽은 바다였고, 다른 쪽은 가파르고, 통과하기 어려운 고갯길이었기 때문에, 레오니다스 왕과 군대는 페르시아 군대를 상대하기 위한 가장 완벽한 지형을 선택한 것이다.
오늘날 그 고개는 말리 만의 퇴적 작용에 의해 바다에 가깝게 위치해 있지 않고, 수 킬로미터 내륙에 위치한다. 현대식 도로에 인접한 평원 주변 언덕 입구에서 옛 길을 볼 수 있다. 최근의 핵심적 자료에 따르면 그 고개는 폭이 100m였으며, 호수가 관문까지 흘렀다. 방문자들은 그 기념물 건너에서 전투가 벌어졌다는 것을 거의 깨닫지 못했다." 그 고개는 여전히 현대의 군대에게도 자연 방어 지물이다. 영국군은 1941년 제2차 세계대전에서 나찌의 침공을 원래의 전장에서 수백 미터 떨어진 곳에서 방어를 했다.
- 그 지역의 지도:[67][68]
- 전장의 그림 (동쪽에서)[69]

## 전투

### 첫째 날
테르모필레에 도착한 지 5일째 날, 크세르크세스는 마침내 공격 명령을 내린다. 우선, 그는 5천명의 궁수에게 화살비를 퍼부으라고 명령을 내렸지만, 유효한 결과는 이뤄내지 못했다. 페르시아군은 적어도 100 야드 떨어진 곳에 있었으며, 현대의 학자들에 따르면, 그리스군의 청동 방패와 투구는 화살을 튕겨냈다. 그러자 크세르크세스는 수비군 포로를 왕 앞에 데려오라고 10,000명의 메디아군과 키시아군을 보냈다. 페르시아군은 이내 1만명의 병력으로 그리스 측에 가차없는 공격을 개시했다.  그리스군은 그 고개에서 가장 좁은 부분인 포키아 방벽 앞에서 싸웠으며, 그로 인해 가용 병력이 많이 필요하지 않았다. 선견대의 전술은 단순했다. 디오도로스는 “병사들은 어깨를 맞대고 서 있었으며, 그리스인들은 더 용맹했고, 방패의 크기도 우월했다”라고 말한다. 아마도 이것은 병사들이 방패를 겹쳐 벽을 만들고, 방패 옆으로 창끝이 겹겹이 삐져나오도록 내민 표준적인 그리스 팔랑크스를 묘사한 것일 것이다.

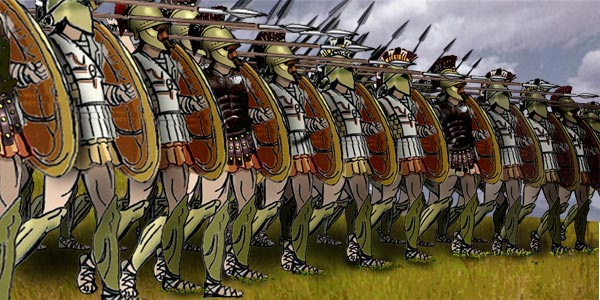
페르세우스 프로젝트의 자료에 근거한 그리스 팔랑크스 병진

그리고 고개 폭에 이러한 방진을 만든다면 대단히 효율적이었을 것이다. 방패가 약할수록, 페르시아군의 창은 짧아졌고, 페르시아군의 검은 효율적으로 그리스 호플리테스와 교전하는 것을 방해했다. 헤로도토스는 각 도시 국가의 부대가 통합적으로 유지되었다고 말한다. 피로를 줄이기 위해 부대가 돌아가며 전투에 교대로 투입되거나 빠졌으며, 이것은 그 고개를 봉쇄하기 위해 필요 이상의 병력이 그리스군에 있었다는 것을 의미하고 있다. 그리스군은 너무나 많은 메디아군을 죽이자 그 전투를 지켜보고 있던 크세르크세스는 자리에서 세 번을 일어났다고 전한다. 크테시아스에 따르면, 첫공격은 난도질 당했으며, 그 대가로 겨우 2~3명의 스파르타 병사를 죽일 수 있었다고 전한다.
헤로도토스와 디오도로스에 따르면, 적들에게 대처하기 위해 왕은 같은 날 시도된 두 번째 공격에 1만 명으로 구성된 그가 거느린 최강의 부대였던 이모탈(불사부대)을 투입했다고 전한다. 그러나 불사부대도 메디아군보다 더 좋은 성과를 얻지 못했으며, 그리스군을 상대로 돌파하지 못했다. 스파르타군은 작전상 후퇴 책략을 썼으며, 그런 다음 그들을 추격하는 적군에게 등을 돌려 죽였다.

### 둘째 날
둘째 날이 밝자 크세르크세스는 다시 고개를 공략하기 위해 보병을 보냈다. 소수뿐인 적들이 부상으로 무력화되어 더 이상은 저항하지 못할 거라고 생각했다. 그러나 페르시아군은 첫째 날보다 더 나은 결과를 얻지 못했다. 크세르크세스는 마침내 극히 당황하여 공격을 멈추고 군대를 후퇴시켰다.
같은 날, 후퇴를 한 왕은 무엇을 어떻게 해야 할지 고민에 빠져 있었다. 그때 그는 예기치 않았던 정보를 얻게 되었다. 에피알테스라는 이름을 가진 트라키스 인이 테르모필레를 우회하는 산길이 있다는 말을 그에게 전했고, 왕은 그로하여금 페르시아군을 인도하게 했다. 에피알테스는 보상을 받으려는 욕심으로 차 있었다. 이러한 그의 행동으로, ‘에피알테스’(εφιάλτης, Ephialtes)라는 이름은 영원한 오명으로 남게 되었다. 그의 이름은 그리스어로 ‘악몽’을 뜻하게 되었으며, 그리스 문화에서 원초적인 반역자를 상징하게 되었다.
헤로도토스는 크세르크세스가 그날 저녁 불사부대의 사령관이었던 히다르페네스에게 병력을 맡겨 그 길을 통과하여 그리스군을 포위하기 위해 보냈다고 전하고 있다. 그러나 그는 그 병력들이 어떤 부대였는 지에 대해서는 언급하지 않았다. 불사부대는 첫 날 전투에서 전멸하다시피 했다. 그래서 히다르네스가 받은 병력은 살아남은 불사부대를 포함한 증강된 병력의 총사령관을 맡았을 것이라는 추측이 가능하다. 디오도로스에 따르면, 히다르네스는 2만명의 병력을 이 임무에 투입했다고 한다. 그 길은 페르시아 군영의 동쪽에서 그 고개를 측면으로 마주하는 아노파이아 산의 절벽 능선을 따라 이어졌다. 그 길은 포키스군으로 이어지는 한 경로와 로크리스의 첫 번째 도시인 알페노스에 있는 말리 만에 이래로 갈라져 있었다.

### 셋째 날

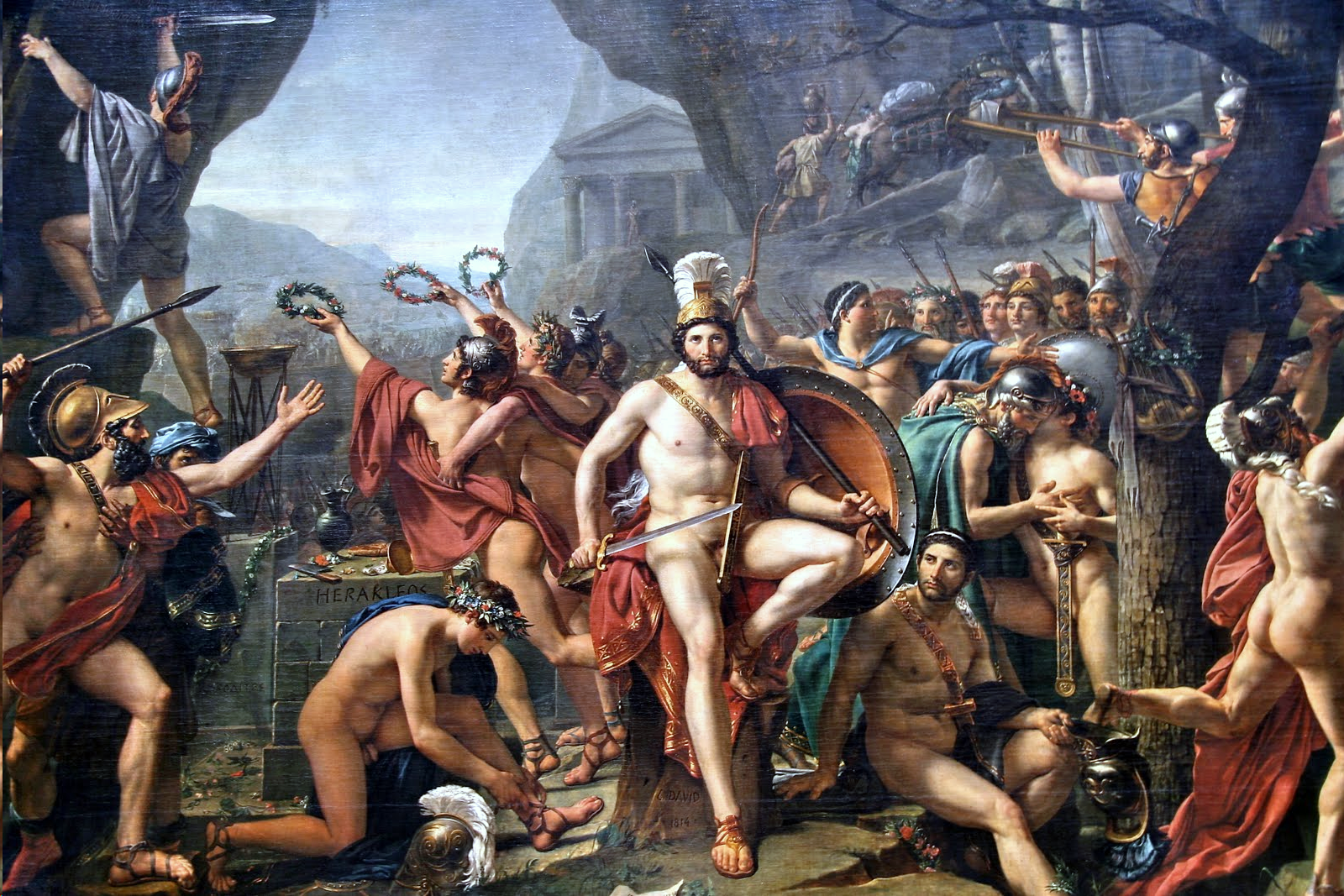
테르모필레의 레오니다스, 자크루이 다비드, 1814년. 이 작품은 테르모필레 전투의 다양한 역사적, 전설적 요소를 함께 실은 작품이다.

셋째 날 동이틀무렵 테르모필레 위에서 우회로를 지키고 있었던 포키스 군은 페르시아 군 분대가 기습하려고 하는 것을 참나무 잎 바삭거리는 소리로 알게 되었다. 헤로도토스는 포키스 군이 넋이 나갈 정도로 깜짝 놀랐다고 말한다. 히다르네스도 당황한 것은 마찬가지였을 것이다. 그리스군이 설마 이 이곳까지 주둔하고 있을 줄은 몰랐기 때문이었다. 그는 등장한 병력이 스파르타군이라고 생각하며 두려움에 빠졌다. 그러나 길을 안내하던 에피알테스는 스파르타군이 아니라고 알려주었다. 포키스군은 페르시아군이 기습 공격을 하기 위해 왔다고 생각하고 진열을 정비하기 위해 언덕 근처까지 후퇴를 했다. 시간을 끌고 싶지 않았던 페르시아군은 물러난 포키스 군에게 일제사격으로 화살을 퍼부은 뒤 그리스 주력군을 포위하기 위해 그대로 지나쳐 갔다.
포키스군이 보낸 파발병으로부터 우회로를 지키지 못했다는 것을 알게 되었기 때문에, 레오니다스는 새벽에 참모회의를 소집했다. 디오도르스에 따르면, 키마이아 출신의 티르흐하스티아다스라는 페르시아군이 그리스군에게 알렸다고 전한다. 그리스군 일부는 철수를 주장했지만, 레이니다스는 스파르타 군으로 그 고개를 사수하기로 결정했다. 자신의 군대가 포위당했음을 알게 되자, 레오니다스는 연합군에게 원한다면 떠나라고 말했다. 비록 그리스군 상당수가 그의 제안을 받아들여 도주를 했지만, 약 2천명 가량은 병사들은 뒤에 남아 싸우다가 전사했다. 최후가 가까워졌음을 깨닫고, 그리스군은 개활지로 행진해서 페르시아군 선봉군과 마주했다. 그러자 많은 그리스 분대가 명령없이 철수하거나, 또는 레오니다스에 의해 떠나라는 명령을 받았다. (헤로도토스는 그런 일이 실제 있었는 지에 대해서는 의심의 여지가 있다는 것을 인정했다.) 데모필로스 장군이 이끄는 700명의 테스피아 분대는 떠나기를 거부하고, 전투에 자신들을 던졌다. 당시 남아 있던 400명의 테베군과 아마도 스파르타 병력과 따라온 헤일로타이도 남았다.
레오니다스의 행위는 많은 논란의 대상이 되어왔다. 흔히 스파르타군은 임전무퇴라는 스파르타의 법에 복종했다고 전해져 온지만, 실상은 스파르타인들은 후퇴하지 않는다는 관념이 테르모필레에서 퇴각을 하지 못하게 한 것처럼 보인다. 또한 신탁의 내용을 상기해보면, 레오니다스가 스파르타를 구하기 위해 목숨을 희생한 것이라는 추측도 가능하다. 그러나 예언이 그에게 구체적이었기 때문에 이것은 1,500명의 다른 목숨을 죽도록 싸우게 한 것은 빈약한 이유처럼 보인다.
가장 그럴듯한 이론 중 하나는 다른 그리스군이 퇴각할 수 있도록 레오니다스가 뒤를 맡았다고 주장하는 이론도 있다. 만약 모든 부대가 후퇴를 했다면, 고개너머 개활지에서 그리스군이 따라잡힐 수도 있었기 때문이다. 만약 고개에 그리스 전군이 남았다면, 전부 포위되어 결국 전멸했을 것이다. 퇴각을 지원하여, 고개를 계속 봉쇄함으로써 레오니다스는 3천명 이상의 목숨을 구할 수가 있었고, 그리고 그들은 다시 싸울 수 있었다.
테베군의 행동도 논란의 주제가 되기도 했다. 헤로도토스는 그들이 테베의 선의를 보여주기 위한 인질로 전투에 참여했다고 주장하고 있다. 그러나, 플루타르코스가 오래 전 지적했듯이 그들이 인질이었다면, 나머지 그리스 도시 국가들과 같이 원정 파병을 보냈겠는가? 다른 일반 병력과는 달리 이들이 테베의 왕족이었으며, 이들은 페르시아의 지배를 달가워하지 않았을 가능성이 있다. 그리하여 그들은 자유의지로 테르모필레에 왔으며, 페르시아가 보이오티아를 정복한다면 테베에 돌아갈 수 없었기 때문에 최후까지 남아 있었을 것이다. 테스피아이도 크세르크세스에게 항복을 하지 않기로 결정했기 때문에 페르시아가 보이오티아를 점령한다면 도시의 파괴에 맞섰을 것이다.
그러나, 이것만으로 그들이 최후까지 남아 있었다는 사실을 설명하지 못한다. 남아있었던 테스피아이 군은 페르시아 군이 그곳에 도착하기 전에 철수를 하는데 성공했다. 그들은 단순한 자기희생의 행위로 남아 있을 것을 자원한 것처럼 보이며, 더욱 놀라운 것은 그들의 군대가 징집가능한 모든 호플리테스였다는 것이다. 이것은 테스피아이의 국민성처럼 보인다. 이후의 역사에서도 적어도 둘 이상의 다른 사례에서도 테스피아이는 죽을 때까지 항전을 했던 것이다.
새벽이 오자, 크세르크세스는 신에게 술을 올렸다. 불사부대가 산을 내려갈 충분한 시간을 허용하기 위해 멈추었다가, 전진을 시작했다. 경장보병과 기병으로 구성된 1만의 페르시아 군은 그리스 병진 전방으로 돌격했다. 이번엔 그리스군이 가능한한 더 많은 페르시아군을 살상하기 위해 페르시아군을 마주하려 방벽으로부터 그 고개의 넓은 지역인 앞으로 진군했다. 그들은 모든 창이 쓸모없어질 때까지 창으로 싸웠고, 그 다음은 크시포스로 바꿨다. 헤로도토스는 이 전투에서 크세르크세스의 형제들 중 아브로코메스와 히페란테스 두 명이 쓰러졌다고 언급하고 있다. 이 공격으로 레오니다스도 페르시아 궁수의 화살에 맞아 전사했으며, 그의 시체를 두고 다시 양측이 전투를 벌여 그리스군이 시체를 찾아왔다. 불사부대가 접근하자, 그리스군은 퇴각을 하여 방벽 뒤의 언덕에 자리를 잡았다. 테베군은 아군으로부터 멀리 이동하여, 손을 들고 야만인들을 향해 걸어갔지만(로린슨 번역), 일부는 항복을 받아들이기 전에 죽임을 당했다. 이후 왕은 테베군 포로에게 왕명으로 낙인을 찍게 했다. 헤로도토스는 남아있던 수비군을 다음과 같이 설명했다.
| “ | 여기서 그들은 끝까지 방어를 했으며, 검을 쓸 수 있는 사람은 검을 쓰고, 주먹과 이빨로 저항을 했다. | ” |

방벽의 일부를 허문 뒤, 크세르크세스는 언덕을 포위하고, 그리스군이 모두 쓰러질 때까지 화살비를 퍼부어라고 명령했다.
1933년, 테르모필레에서 발굴을 하던 고고학자 스피린든 마리나토스는 콜로노스 언덕에서 대량의 페르시아군 화살촉을 발견했다. 그리고 이것은 방벽 근처의 이 언덕에서 그리스군이 최후를 마친 곳으로 언덕의 정체를 바꿔놓았다.
헤로도투스는 그리하여 페르시아군 2만명의 사상자를 대가로 이 고개가 페르시아 군에게 뚫리게 되었다고 전한다. 그러는 동안 그리스 후위군은 첫 이틀 전투의 사망자를 포함하여 약 2천명의 병력 손실을 보고 전멸당했다. 헤로도토스는 어떤 이는 4천명의 그리스군이 죽었다고 하지만, 산길을 경계하던 포키스군은 그 전투에서 죽지 않았으며, (헤로도토스가 암시하듯), 이것은 거의 모든 참여한 그리스군 병력의 숫자였을 것(헤로도토스 자신의 추정으로)이며, 이 숫자는 아마도 너무 과다한 것이다라고 말한다.

## 영향
페르시아군이 레오니다스의 시체를 찾았을 때, 레오니다스에게 대노한 크세르크세스는 목을 자르고, 십자가형에 처하라고 명령한다. 헤로도토스는 페르시아가 전통적으로 적군의 맹장을 예우했기 때문에 이러한 처우를 상당히 이례적이라고 보았다.(아르테미시온 해전 이전에 스키에토스에서 포로가 된 피테아스의 사례는 이러한 주장에 힘을 실어준다.) 그러나 크세르크세스는 다혈질로 유명했고, 전설에 따르면 헬레스폰트가 그에게 복종하지 않았다고 그 물에 채찍질을 했다고 전해져 온다.
페르시아군이 철수한 뒤 그리스군은 시신을 수습하여 그를 그 언덕에 묻었다. 페르시아의 침공이 끝난 뒤 레오니다스를 기리기 위해 테르모필레에 돌사자상을 세웠다.  레오니다스의 유골은 그 전쟁이 끝난 지 40년 후에 스파르타로 돌아왔고, 성대한 장례식이 치러졌다. 매년 그의 죽음을 기리는 경기가 개최되었다.
테르모필레가 페르시아군에게 뚫렸기 때문에, 그리스 함대가 아르테미시움에서 봉쇄를 지속할 이유가 없어졌다. 이 동시다발적인 아르테미시움 해전은 전술적 지연이었고, 그리스 해군은 사르니코스 만으로 온전히 퇴각할 수 있었고, 그곳에서 그들은 남아있는 아테네 시민들을 살라미스섬으로 운송하는 것을 도왔다.
테르모필레에 이어 페르시아군은 피신을 한 아테네 도시로 진군하기 전에, 항복하지 않은 플라타이아와 테스피아이, 보이오티아 도시를 약탈하고, 불태우기 위해 전진했다. 그러는 동안 펠로폰네소스의 대부분 지역의 그리스인들은 코린토스 지협 방어를 준비하며, 그곳으로 뚫린 유일한 길을 폐쇄하고, 그것을 가로 지르는 방벽을 세웠다. 테르모필레에서 그랬던 것처럼, 이것을 유효한 전략으로 만드는 것은 동시다발적인 봉쇄를 필요로 했고, 그 군대가 펠로폰네소스에 직접 상륙하지 못하도록 페르시아 해군이 사르니코스 만을 통행하는 것을 막아야 했다. 그러나 테미스토클레스는 단순히 봉쇄에 그치지 않고, 페르시아 함대에게 결정적인 승리를 거두는 것을 모색하고 있었다. 페르시아 해군을 살라미스 해협으로 유인하여, 그리스 함대는 살라미스 해전에서 상당수의 페르시아 함대를 격파할 수 있었고, 이것이 펠로폰네소스에 대한 근본적인 위협을 끝내게 했다.
그리스군이 헬레스폰트를 건너는 부교를 공격하여 페르시아군이 유럽에 고립당할 것을 두려워한 크세르크세스는 이제 페르시아 군 상당수를 아시아로 퇴각시켰다. 그러나 그들 대부분 돌아가는 여정에서 기아와 질병으로 죽었다. 크세르크세스는 마르도니오스 휘하에 엄선된 군대를 남겨 이듬해 정복을 마무리하고자 했다. 그러나 아테네군의 압박으로, 펠로폰네소스 군은 결국 마르도니오스에게 교전을 벌이도록 시도하는데 동의하여, 아티카로 진격해 갔다. 마르도니우스는 그리스군을 개활지로 유인하기 위해 보이오티아로 퇴각하였고, 양측은 결국 플라타이아 시 근교에서 조우하였다. 플라타이아 전투에서, 그리스 군은 상당수의 페르시아군 격파하여, 그리스 침공을 종결시키며 결정적인 승리를 거두었다. 그동안, 거의 동시다발적으로 해군의 미칼레 전투에서도 그리스군은 남아있던 페르시아 함대를 괴멸시키고, 그리하여 추가적인 침공 위협을 줄였다.
테르모필레 전투는 아마도 틀림없이 고대, 현대, 동시대 문화에서 언급되는 고대 유럽사에서 가장 유명한 전투일 것이다. 적어도 서양 문화에서는 그 전투에서의 업적으로 찬사를 받는 것은 그리스이다. 그러나 페르시아 침공의 측면에서 보면, 그리스는 테르모필레에서 명백한 패배자였다. 그리스의 전략은 테르모필레와 아르테미시움에서 페르시아군의 발목을 잡아두는 것이었음에 명백해 보인다. 그들의 의도가 어떠했건, 추정컨대 페르시아에게 보이오티아와 아티카 모두를 내주고 싶지는 않았을 것이다. 엄청난 수적 열세에도 불구하고, 테르모필레에서 그리스군의 위치는 거의 난공불락이었다. 그 위치를 좀 더 고수하였더라면, 페르시아군은 식량과 식수의 부족으로 퇴각할 수밖에 없었을 것이다. 그리하여 엄청난 인명손실에도 불구하고, 고개를 돌파한 것은 페르시아군의 전략적인 성공이었지만, 적지 않은 그리스군의 성공적인 퇴각도 마찬가지로 성공적인 결과였을 것이다. 전투 그 자체는 침략자에 맞서 승리를 위해 무엇이던 하려했던 소수의 자유인이 이룬 것과 테르모필레에서 격퇴가 레오니다스와 그가 이끌던 병사들을 순교자로 바꾸어 놓았음을 보여준다. 그것은 제2차 페르시아 침공에서 그리스 전군의 사기를 고취시켰다.
테르모필레는 페르시아 군에 대한 피로스적 승리라는 말도 있다. (특히, 승자가 패자만큼이나 전투에 손상을 입은). 그러나 페르시아군에 대한 영향이 그러했다는 헤로도토스의 주장은 없었다. 그러한 생각은 테르모필레 전투 이후에 페르시아군이 대다수의 그리스를 정복했다는 것과 1년 뒤에도 그리스에서 여전히 전투가 벌어지고 있었다는 사실을 무시하는 것이다. 그 대신, 그런 논란은 종종 테르모필레에서의 결사항전이 그리스 해군에게 살라미스 전투를 준비할 시간을 벌어주는 성공적인 지연작전이라는 것까지 이어진다. 그러나 테르모필레와 살라미스 사이의 예정 시간(약 1개월)과 비교해 볼 때, 그 정도로 시간을 번 것은 무의미한 것이었다. 게다가 그러한 생각은 테르모필레 전투가 벌어지고 있는 동안 아르테미시온에서 그리스 해군도 손실을 감수하며 전투를 벌였다는 사실도 무시하고 있다. 조지 콕웰은 주장하고 있다. 테르모필레와 살라미스의 시간차는 테르모필레 전투의 결과가 아니라 포키스와 보이오티아에서의 그리스 방어를 무너뜨리는 크세르크세스의 체계적인 작전에 의한 것이다. 그리하여 크세르크세스 자신의 지체와 비교하여 테르모필레는 지연작전으로서는 의미없는 시간이라고 주장하고 있다. 테르모필레를 피로스적 승리라고 딱지를 붙이지 않더라도, 그리스-페르시아 전쟁에 대한 현 시대 학자들의 논문은 난공불락의 그리스 수비를 격파한 크세르크세스의 승리와 연이은 그리스 대부분의 정복을 강조하는 경향이 있다. 예를 들어, 콕웰은 “그는 수륙 양쪽 모두에서 성공을 거두었고, 위대한 침공은 빛나는 성공으로 시작되었다. ... 크세르크세스는 자신을 칭송할 온갖 이유를 가지고 있었다”라고 언급한다. 반면. 라젠비는 그리스의 패배를 ‘재앙적’이었다고 묘사하고 있다.
따라서 테르모필레의 명성은 근원적으로 전쟁의 업적에 대한 결과물로부터 온 것이 아니라, 영감을 주는 상황에서 온 것이다. 테르모필레가 유명한 것은 죽음이 확실시 되는 상황에도 불구하고 그 고개에 운명적으로 후위로 남은 영웅적 행보 때문이다. 그 이후로 테르모필레 사건은 많은 문헌에서 넘쳐나는 찬사의 소재가 되었다. “태양 아래 볼 수 있었던 것 중 가장 공명정대한 것이며, 그들은 엄청난 영광과 레오니다스 왕과 그 병사들의 영광스런 패배를 감히 비교할 수 없을 것이다.” 두 번째 이유는 나라와 자유를 위해 싸운 자유인의 전형이었다는 것이다.
그래서 직후, 당시대의 그리스인들은 테르모필레를 중대한 도덕적 그리고 문화적 교훈으로 간주했다. 보편적 의미에서, 소규모의 자유인들은 전진해 오는 압도적인 수의 제국군에 대항하여 결사항전을 펼쳤다. 더 구체적으로는, 동양적 개념의 전제군주제에 대비되는 병사들 자신이 전장과 방법, 항쟁을 직접 결정했다는 서구적 사고는 테르모필레에서 그리스군의 용기있는 투쟁에서 더 강력한 사상이라고 증명된 자유와 이후 살라미스와 플라타이아에서의 승리가 증명하고 있다.
노예들과 싸워 이기는 자유인이라는 패러다임이 다소 압도적인 일반화(반대되는 사례도 있기 때문에)로 간주되긴 하지만, 그럼에도 불구하고 많은 이들이 이러한 점들을 증명하기 위해 테르모필레를 이용해 왔다.
군사적으로 비록 페르시아 침공이라는 문맥에서는 그 전투가 결정적이지는 못했지만, 테르모필레는 첫 두 날의 전투에서 중요성을 갖는다. 방어자들이 거둔 성과는 전력을 배가하는 요소로서 훈련과 장비, 그리고 지형의 올바른 이용 사례의 모범으로써 사용되고 있다.
페르시아 전쟁 200년 후에도 갈리아 인들의 그리스 침공도 이곳에서 저지되었고, 1821년에 시작된 터키와 그리스 전쟁에서도 이 협로는 군사적인 요충지였다.

## 유산
본래 이 지역의 이름은 ‘온천’이라는 뜻의 ‘테르모스’(thermos)에서 유래하였는데, 현재 온천 마을이 남아있다. 그러나, 현재 이 협로는 자연적인 퇴적작용으로 해안선이 3마일이나 바다쪽으로 물러나서 더 이상 옛모습을 가지고 있지 않다.

### 기념물
테르모필레 전장 주변에는 여러 개의 기념물들이 있다.

#### 시모니데스의 묘비명

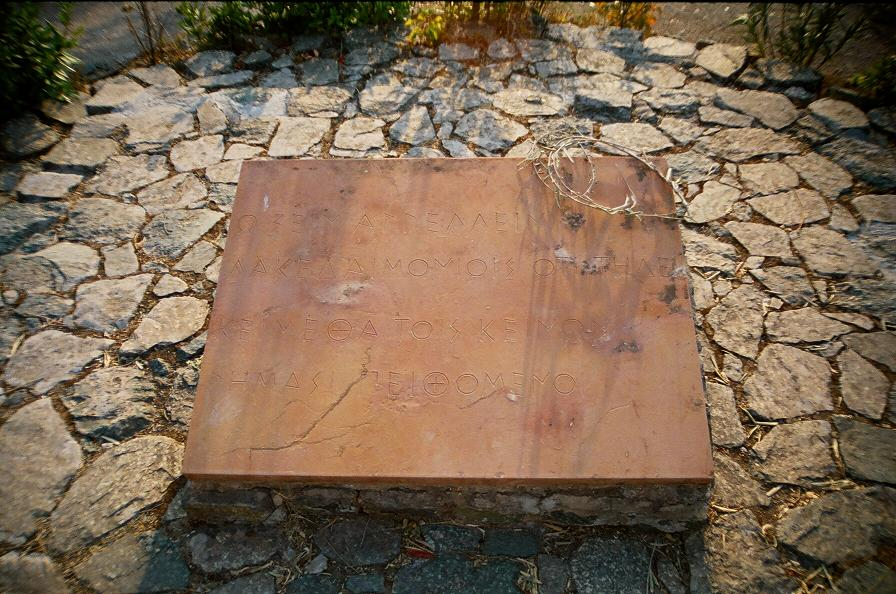
시모니데스 경구가 음각된 묘비

시모니데스에게 헌상된 유명한 경구가 테르모필레의 스파르타군 매장지 꼭대기의 기념비에 묘비명으로 음각되어 있다. 이곳은 그들이 전사한 언덕이기도 하다. 원석은 남아있지 않지만, 1955년, 새로운 돌 위에 묘비명을 새겨두었다. 헤로도토스가 쓴 글을 인용한 글은 다음과 같다.
Ὦ ξεῖν', ἀγγέλλειν Λακεδαιμονίοις ὅτι τῇδε
κείμεθα, τοῖς κείνων ῥήμασι πειθόμενοι.
Ō ksein', angellein Lakedaimoniois hoti tēide
keimetha, tois keinōn rhēmasi peithomenoi.
오! 나그네여! 스파르타에게 말해다오!
우리가 여기에 누웠다고, 약속을 지켰다고.
또 다른 고대 문헌에서 ‘약속’을 뜻하는 ῥήμασι πειθόμενοι를 의미하는 πειθόμενοι νομίμοις는 ‘법률’이나 ‘명령’으로 대체된다. 즉, 명령은 사적인 것이 아니라 공적이고, 구속력이 있는 문구이다.(고대 그리스 용어로 연설에도 언급되는 형식적인 말이다.)

## 참고 문헌
- Bradford, Ernle (2004). 《Thermopylae: The Battle for the West》. Da Capo Press. ISBN 0-306-81360-2.
- Bradford, Ernle (1980). The Battle For The West: Thermopylae. McGraw-Hill. ISBN 0-07-007062-8.
- Bury, J. B.; Russell Meiggs (2000). 《A History of Greece to the Death of Alexander the Great》 4 Revis판. Palgrave Macmillan.
- Cawkwell, George (2006). 《The Greco-Persian Wars》. Oxford University Press. ISBN 0-19-929983-8.
- Crawford, Osbert Guy Stanhope (1955). 《Said and Done: The Autobiography of an Archaeologist》. Weidenfeld and Nicolson.
- Dore, Lyn (2001). 〈Once the War Is Over〉.   Freeman, P.W.M.; Pollard, A. 《Fields of Conflict: Progress and Prospect in Battlefield Archaeology》. David Brown Book Co. 285–286쪽. ISBN 978-1-84171-249-9.
- Eikenberry, Lt. Gen. Karl W. (Summer 1996). “Take No Casualties”. 《Parameters: US Army War College Quarterly》 XXVI (2): 109–118.
- 골딩, 윌리엄 (2002). “The Hot Gates”. 《The Sparta pages》. 2007년 10월 20일에 원본 문서에서 보존된 문서. 2007년 10월 20일에 확인함.
- 그린, 피터 (1996). 《The Greco-Persian Wars》. 캘리포니아 대학교 출판부. ISBN 0-520-20313-5.
- 피터 그린; Greek History 480-431 B.C., the Alternative Version, 텍사스 대학교 출판부, (2006). p. 59 ISBN 0-292-71277-4
- Greswell, Edward (1827). 《Origines kalendariæ Hellenicæ》. E. Duychinck, Collin & co.
- 헤로도토스 (2005). “The History of Herodotus: Polymnia”. 《Greek Texts》. George Rawlinson (trans.). Greek-Texts.com & Greece Http Ltd. 2008년 5월 5일에 원본 문서에서 보존된 문서. 2007년 10월 19일에 확인함.
- 헤로도토스 (2003). 《The Histories》. Aubrey de Sélincourt (trans.). Penguin. ISBN 978-0-14-044908-2.
- 홀랜드, 톰 (2006). 《Persian Fire: The First World Empire and the Battle for the West》. 뉴욕: Doubleday. ISBN 0-385-51311-9.
- Lazenby, JF. The Defence of Greece 490–479 BC. Aris & Phillips Ltd., 1993 (ISBN 0-85668-591-7)
- Lemprière, John (1862). 《A classical dictionary》.
- Macan, Reginald Walter. “Herodotus: The Seventh, Eighth & Ninth Books with Introduction and Commentary: Commentary on Herodotus, Histories, book 7, chapter 228”. The Perseus Digital Library (Tufts University). section 8쪽. 2007년 10월 18일에 확인함.
- Marozzi, Justin (2008). 《The Way of Herodotus: Travels with the Man Who Invented History》. Da Capo Press. ISBN 0-306-81621-0.
- Merivale, J.K. (1833). 《From the Greek Anthology by the Late Rev. Robert Bland, and Others: A New Edition: Comprising the Fragments of Early Lyric Poetry, With Specimens of All the Poets Included in Meleager's Garland》. 롱맨, Rees, Orme, Brown, Green, and Longman; and John Murray.
- Paton, W.R. (Editor and Translator) (1918). 《The Greek Anthology》. W. Heineman.
- 플루타르코스. “Leonidas, Son of Anaxandridas”. 《Moralia: Apophthegmata Laconica: as published in Vol. III of the Loeb Classical Library Edition, 1931》. Bill Thayer. 2007년 10월 26일에 확인함.
- 플루타르코스. “Gorgo”. 《Moralia: Apophthegmata Lacaenarum: as published in Vol. III of the Loeb Classical Library Edition, 1931》. Bill Thayer. 2007년 10월 26일에 확인함.
- Pressfield, Steven (1998). 《Gates of Fire: An Epic Novel of the Battle of Thermopylae》. Doubleday. ISBN 1407066595.
- Robinson, C.E. (2007). 《Hellas – A Short History of Ancient Greece》. Pantheon Books. ISBN 1-4067-6699-2.
- 러스킨, 존 (1894). 〈Part VIII: Of Ideas of Relation – I. of Invention Formal: Chapter I: The Law of Help〉. 《The Complete Works: Modern Painters: Volume the Fifth》. New York: Bryan, Taylor and Company. OCLC 4631131.
- Strachey, Edward (February 1871). “The Soldiers' Duty”. 《The Contemporary Review》 (London: Strahan & Co) XVI: 480–485.
- Tegopoulos, G.; A. Phytrakis (1988). 《Elliniko Lexico (Greek Dictionary)》. Athens: Armonia.
- Tung, Douglas S.; Tung, Teresa K. (2010). 《36 Stratagems Plus: Illustrated by International Cases》. Trafford Publishing. ISBN 1-4269-2806-8.

추가 문헌
- Campbell, George (1889). 《The History of Herodotus: Translated into English: Vol. II》. London: MacMillan and Co., Limited.
- Grundy, George (1901). 《The Great Persian War and its preliminaries; A Study of the Evidence, Literary and Topographical》. London: John Murray, Albemarle Street.
- Cartledge, Paul (2006). 《Thermopylae: The Battle That Changed the World》. Woodstock, New York: The Overlook Press. ISBN 1-58567-566-0.
- Matthews, Rupert (2006). 《The Battle of Thermopylae: A Campaign in Context》. Stroud, Gloucestershire, UK: Tempus Publishing. ISBN 1-86227-325-1.
- Fehling, D. Herodotus and His "Sources": Citation, Invention, and Narrative Art. Translated by J.G. Howie. Arca Classical and Medieval Texts, Papers, and Monographs, 21. Leeds: Francis Cairns, 1989
- Kraft, John C.; Rapp, George; Szemler, George J.; Tziavos, Christos; Kase, Edward W. (July 1987). “The pass at Thermopylae, Greece” (PDF). 《Journal of Field Archaeology》 14 (2): 181–98. doi:10.2307/530139. ISSN 0093-4690. 2014년 10월 9일에 원본 문서 (PDF)에서 보존된 문서. 2017년 7월 27일에 확인함.
- Finley, Moses (1972). 〈Introduction〉. 《Thucydides – History of the Peloponnesian War (translated by Rex Warner)》. Penguin. ISBN 0-14-044039-9.
- Barkworth, Peter R. (1993). “The Organization of Xerxes' Army” (PDF). 《Iranica Antiqua》. XXVII: 149–167. doi:10.2143/ia.27.0.2002126. 2007년 10월 18일에 확인함.
- Morris, Ian Macgregor (2000). “To Make a New Thermopylae: Hellenism, Greek Liberation, and the Battle of Thermopylae”. 《Greece & Rome》 47 (2): 211–230. doi:10.1093/gr/47.2.211.
- Sacks, Kenneth S. (1976). “Herodotus and the Dating of the Battle of Thermopylae”. 《The Classical Quarterly》 26 (2): 232–248. doi:10.1017/S0009838800033127. JSTOR 638269.
- Ιστορία του Ελληνικού Έθνους = History of the Greek nation volume Β', Athens 1971

## 같이 보기
- 300 (2007년 3월 개봉)